# Alemannia Judaica
Alemannia Judaica ist die „Arbeitsgemeinschaft für die Erforschung der Geschichte der Juden im süddeutschen und angrenzenden Raum“.
Sie wurde am 24. Mai 1992 in Hohenems (Vorarlberg) gegründet. Der Name der Arbeitsgemeinschaft bezieht sich auf den Schwerpunkt ihres Arbeitsbereiches, den alemannischen Raum im südwestdeutschen Gebiet (Bereiche Baden-Württemberg, Elsass, Deutschschweiz, Vorarlberg und Schwaben). Der Arbeitsgemeinschaft gehören sowohl zahlreiche Einrichtungen der Region an, die einen Schwerpunkt auf die Aufarbeitung der jüdischen Regional- und Lokalgeschichte gelegt haben, als auch Privatpersonen, denen am Ort an der Erinnerungsarbeit liegt.
Die Mitglieder der Arbeitsgemeinschaft treffen sich in Form von Jahrestagungen (seit 2014 unregelmäßig). Diese werden jeweils an einem für die jüdische Geschichte der Region bedeutsamen Ort abgehalten, damit sowohl die Aktivitäten vor Ort wahrgenommen werden können als auch ein Austausch über aktuell interessierende Fragen stattfinden kann. Die beiden letzten Jahrestagungen fanden am 27. Oktober 2022 in Tübingen aus Anlass des 30. Jahrestages der Gründung  beziehungsweise am 9. März 2025 in den Räumen der Israelitischen Religionsgemeinschaft Württembergs in Stuttgart statt. Die Jahrestagung 2026 ist in Breisach geplant.
Von der Arbeitsgemeinschaft wird eine Website gepflegt, auf der Informationen zur jüdischen Lokalgeschichte im süddeutschen und angrenzenden Raum bereitgestellt werden. Seit 2004 ist die Website im UNESCO Archives Portal gelistet. Seit Sommer 2021 wird sie mit dem Ziel einer Modernisierung überarbeitet.